# CVD
CVD (на английски: Chemical Vapor Deposition) (Химичното газово отлагане) е технология за химическо отлагане на материали в паро-газова среда при висока температура. Използва се за отлагане на диелектрични тънки слоеве и поликристален силиций.
Приложение на диелектричните слоеве:
- Изолация между елементите
- Биполярни интегрални схеми
- Изолация между нивата на метализация
- Маска за локална дифузия (йонна имплантация)
- Пасивация (на полупроводниковата подложка) с цел защита на повърхността на приборите от замърсявания, влага и механични увреждания
- Изпълнява ролята на гейтов диелектрик в MOS приборите
- Si3N4 е бариера за алкалните примеси

Изисквания към отложените слоеве:
- Дебелината на слоя да е еднаква по цялата повърхност на пластината както и върху всички подложки от дадена партида
- Структурата и състава на слоевете да са контролируеми и възпроизводими
- Методът на нанасяне да е безопасен и да обезпечава възможност за автоматизация

Най-голямо приложение намират слоевете от силициев нитрид Si3N4 и силициев диоксид SiO2.

## Употреба
Химичното газово отлагането (CVD)се използва за създаването на повърхностен слой по начин, който традиционните техники не позволяват. Методът е много полезен при отлагане на атомни слоеве, тъй като позволява създаването на изключително тънък слой от материала. Той намира различни приложения Тънки слоеве от галиев арсенид (ICs) намират приложение във фотоволтаични устройства.

## Видове CVD
Техниките за CVD се различават според механизмите на химическите реакции и условията на процеса.
Класификация според налягането:
- CVD при атмосферно налягане (APCVD): Извършва се при атмосферно налягане.
- CVD при ниско налягане (LPCVD): Работи при понижено налягане за подобряване на равномерността на слоя и намаляване на нежеланите реакции. Широко използвано в съвременните процеси.[1]
- CVD във свръхвакуум (UHVCVD): Провежда се при изключително ниско налягане (~10⁻⁶ Pa или по-ниско).

Класификация според характеристиките на парите:
- CVD с аерозолно подпомагане (AACVD): Използва аерозолизирани течни или газови прекурсори за бърз растеж, подходящ за прекурсори с ниска летливост.
- CVD с директно инжектиране на течност (DLICVD): Инжектира течни прекурсори, които се изпаряват и отлагат върху подложките. Приложимо както за течни, така и за разтворени твърди прекурсори.

Техники с плазмено подпомагане:
- CVD с микровълново плазмено подпомагане (MPCVD)
- CVD с плазмено подпомагане (PECVD): Увеличава скоростта на реакциите с помощта на плазма, позволявайки отлагане при ниски температури, широко използвано в производството на полупроводници.[2][3]
- PECVD с отдалечена плазма (RPECVD): Подобно на PECVD, но пластината е извън плазмения регион, което позволява обработка при стайна температура.

Други:
- CVD с атомен слой (ALCVD): Последователно отлагане на атомно ниво за прецизни тънки слоеве.
- CVD с нагрята нишка (HWCVD): Използва нагрети нишки за каталитично разлагане на изходните газове.[2]
- Металоорганично CVD (MOCVD): Използва металоорганични прекурсори.
- Хибридно физико-химично парно отлагане (HPCVD): Комбинира химическо разлагане и изпаряване от твърди източници.
- CVD с бързо термично нагряване (RTCVD): Бързо нагрява пластината без да нагрява газовете или камерата, като намалява нежеланите реакции.
- Епитаксия във парна фаза (VPE)

## Допълнителни материали
- Jaeger, Richard C. Film Deposition //  Introduction to Microelectronic Fabrication. 2nd.   Upper Saddle River, Prentice Hall, 2002. ISBN 0-201-44494-1.
- Smith, Donald. Thin-Film Deposition: Principles and Practice.   MacGraw-Hill, 1995. ISBN 0-07-058502-4.
- Dobkin and Zuraw. Principles of Chemical Vapor Deposition.   Kluwer, 2003. ISBN 1-4020-1248-9.
- K. Okada Plasma-enhanced chemical vapor deposition of nanocrystalline diamond Sci. Technol. Adv. Mater. 8 (2007) 624 free-download review
- T. Liu, D. Raabe and S. Zaefferer A 3D tomographic EBSD analysis of a CVD diamond thin film Sci. Technol. Adv. Mater. 9 (2008) 035013 free-download
- Christoph Wild CVD Diamond Properties and Useful Formula CVD Diamond Booklet (2008) PDF free-download
- Dennis W. Hess, CHEMICAL VAPOR DEPOSITION OF DIELECTRIC AND METAL FILMS Архив на оригинала от 2013-08-01 в Wayback Machine.free-download from Electronic Materials and Processing: Proceedings of the First Electronic Materials and Processing Congress held in conjunction with the 1988 World Materials Congress Chicago, Illinois, USA, 24 – 30 септември 1988, Edited by Prabjit Singh (Sponsored by the Electronic Materials and Processing Division of ASM INTERNATIONAL)

## Препратка
1. ↑  Shah, V. A.; Dobbie, A.; Myronov, M.; Leadley, D. R. (2010-03-16). „Обратни градирани SiGe/Ge/Si буфери за високосъставни виртуални подложки“. Journal of Applied Physics. 107 (6): 064304. doi:10.1063/1.3311556. ISSN 0021-8979.
2. 1 2  „Какво е химично парно отлагане (CVD)?“. Глобален доставчик на мишени за катодно разпрашаване и материали за изпаряване | Stanford Advanced Materials. 2022-08-16. Достъп на 2025-08-08.
3. ↑  Tavares, Jason; Swanson, Edward J.; Coulombe, Sylvain (2008). „Плазмен синтез на покрити метални наночастици с повърхностни свойства, пригодени за дисперсия“. Plasma Processes and Polymers. 5 (8): 759–769. doi:10.1002/ppap.200800074. ISSN 1612-8869.